# Crise des CHSLD pendant la pandémie de Covid-19
Pour des articles plus généraux, voir Centre d'hébergement de soins de longue durée et Pandémie de Covid-19 au Québec.

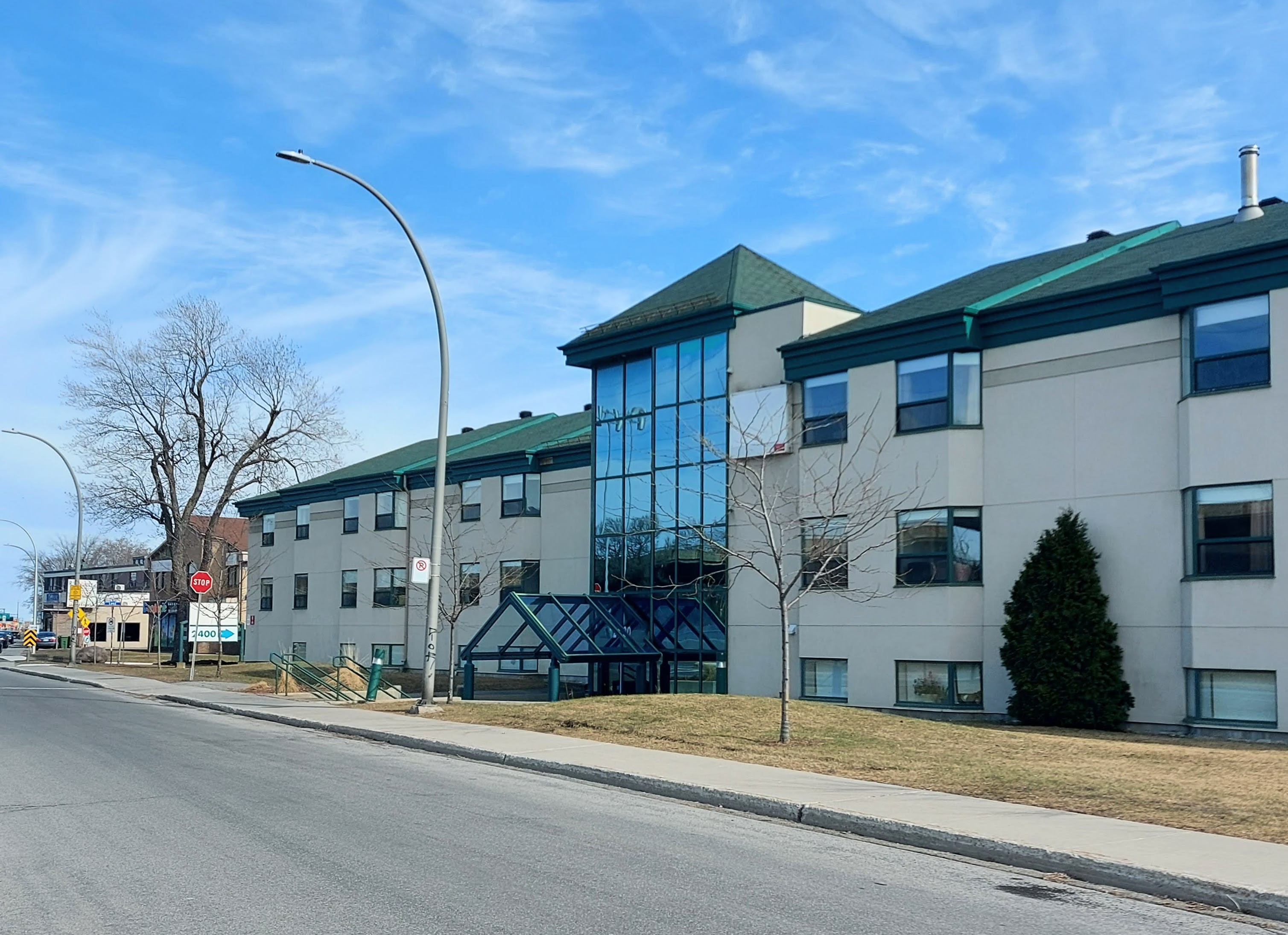
CHSLD Herron à Dorval

Au Québec, la crise des CHSLD pendant la pandémie de Covid-19 concerne les événements de surmortalité dans les centres d'hébergement de soins de longue durée (CHSLD) pendant la première vague de la pandémie. Des milliers de personnes âgées sont rapidement décédées en l'espace de quelques semaines pour diverses raisons qui ne sont pas entièrement médicales, comme le manque d'accès aux proches aidants pendant le confinement, les transferts de patients infectés vers les foyers pour aînés, le manque de personnel, le manque de planification institutionnelle et le non-respect des règles sanitaires de pandémie par le personnel et les établissements eux-mêmes.

## Décisions gouvernementales au début de la pandémie
Lors de la pandémie de Covid-19, il a été décidé de déplacer des malades ne nécessitant plus de soins aigus vers les CHSLD
. De plus, pendant la pandémie, le gouvernement a fait appel à des agences de placement pour gérer le personnel et a toléré le mouvement d'employés entre plusieurs établissements et entre les zones infectées et non infectées. Ces décisions ont été critiquées comme contribuant au taux de mortalité élevé lié à la Covid-19 dans les CHSLD.

## Bilan élevé des décès
À la date du 23 avril 2020, neuf décès sur dix de la Covid-19 provenaient de résidences pour aînés. Le Canada a eu le taux de décès provenant de résidences pour aînés le plus élevé au monde et le Québec a eu le taux 
correspondant de décès le plus élevé au Canada.
Il y aurait 5 060 aînés décédés dans les CHSLD, très majoritairement pendant la première vague de la pandémie, soit entre la fin du mois de mars 2020 et le mois de mai 2020 essentiellement, une très courte période pour autant de décès.

## Patients morts de faim et déshydratés
D'après le docteur Vinh-Kim Nguyen, la véritable cause des décès n'est pas entièrement la Covid-19. « Le problème, explique-t-il, 
c'est qu’il n’y avait pas assez [de personnel dans les CHSLD] pour nourrir ces gens-là. Donc, ils ont crevé de faim. Il faut le dire. Nous, ce qu’on voit à l’hôpital, ce sont des patients qui viennent complètement déshydratés, en insuffisance rénale, parce qu’ils n’ont pas assez bu depuis de nombreux jours ».

## Mesures d'urgence pour augmenter la main d'œuvre dans les CHSLD
Le premier ministre, François Legault, a tenté d’avoir plus de main-d'œuvre en centre d’hébergement de soins à longue durée en ayant une entente avec les syndicats (CSN et APTS) pour que les employés travaillant en centre d’hébergement de soins à longue durée puissent avoir deux semaines consécutives de vacances d’ici la fin du mois de septembre 2020.
De plus, en janvier 2022, Christian Dubé, Jean Boulet et Sonia LeBel annoncent des mesures pour inciter le personnel à prendre plus de quarts de travail supplémentaires. Des mesures de santé, de sécurité et de mieux-être ont été implantées, ainsi que des mesures administratives et des incitatifs financiers.
En outre, en date du 13 janvier 2022, Québec cherche environ 1 500 travailleurs en centre d'hébergement de soins à longue durée. De nouvelles mesures ont été annoncées pour inciter à avoir plus de travailleurs dans le milieu, dont « un remboursement des frais liés au travail lorsque la personne salariée fait des heures supplémentaires, une demi-journée de vacances accordé à la personne pour toutes les journées  travaillées au-delà de sa semaine normale de travail, une rémunération à taux double pour la personne salariée à temps complet qui effectue une sixième ou septième journée de travail dans la même semaine de  travail, un montant forfaitaire de 100$ accordé à la personne salariée à temps partiel qui effectue un minimum de trente heures dans sa semaine de travail et une rémunération à taux double pour la personne salariée à temps partiel qui effectue un quart de travail en sus de sa journée de travail régulier» .

## Envoi de l'armée canadienne
Pour prêter main-forte à court terme, l’armée canadienne envoie 1 000 soldats, dans le cadre de l'opération Laser, dans les centres d’hébergement de soins à longue durée jusqu’au 15 septembre 2020. Ceux-ci travaillent sept jours sur sept et douze heures par jour.

## Bilan désastreux des CHSLD Herron, des Moulins et Sainte-Dorothée
Les CHSLD Herron (en), des Moulins et Sainte-Dorothée ont eu un bilan particulièrement désastreux. Dans ces CHSLD, une proportion très importante de patients sont décédés. Les médecins appelés à intervenir ont préféré effectuer de la télémédecine et ne se sont pas rendus sur place pour constater l'ampleur du problème.

## Rapports gouvernementaux
Le gouvernement de la Coalition avenir Québec a refusé de tenir une enquête publique malgré de nombreuses demandes en ce sens. Le motif invoqué est qu'il y avait déjà des enquêtes en cours du coroner et de la protectrice du citoyen.
Dans son rapport, la protectrice du citoyen met notamment en cause l'hospitalo-centrisme du système de santé québécois qui a conduit les principaux décideurs à ne pas considérer les CHSLD comme un enjeu de santé publique important.
Dans le rapport du Commissaire à la santé et au bien-être, les auteurs constatent un excès de mortalité  de 34 % dans les CHSLD et le fait qu'il est plus élevé que toutes les autres provinces pendant la première vague. Ils indiquent quatre causes générales qui expliquent la situation, soit  La gestion du système de santé en contexte de crise, l'état du système de soins et de services aux ainés, la gouvernance défaillante des soins et des services destinés aux personnes âgées et la gouvernance générale du système de santé et de services sociaux ».
Dans le rapport de la coroner Géhane Kemel, elle fait état de tous les dysfonctionnements qui ont mené à 53 cas individualisés de décès. Elle formule 21 recommandations pour éviter que de tels événements ne se reproduisent.